# ميسيا

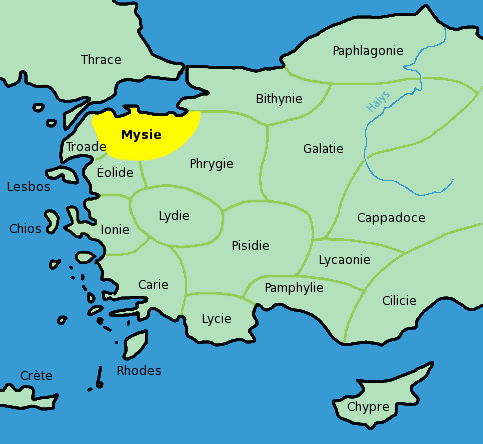
خريطة آسيا الصغرى، تظهر ميسيا باللون الأصفر

ميسيا هي منطقة شمال غرب آسيا الصغرى في الأزمنة القديمة. سكنها شعب يدعى ميسي. ويحيط بالإقليم ليديا وفريجيا جنوبا، وبيثينيا من الشمال الغربي والبروبونتيس (بحر مرمرة) وبحر إيجة في الشمال والغرب.

## حدود الإقليم
يصعب تحديد حدود المنطقة بدقة، فالحدود الفريجية مبهمة ومتقلبة، حيث تتضمن ميسيا أحيانا الإقليم الطروادي في المنطقة الشمالية الغربية. وبشكل عام فالجزء الشمالي كان معروفا باسم ميسيا مينور أو هيليسبونتيكا والجزء الجنوبي عرف باسم ميسيا مايور أو بيرغامين.

## جغرافيا الإقليم
المظاهر الطبيعية الرئيسية لميسيا (في ما عدا إقليم طروادة) هي سلسلتان جبليتان وهما الأوليمبوس (ترتفع 7600 قدم (2300 م) عن مستوى سطح البحر) في الشمال وتيمنوس في الجنوب والتي يمكن اعتبارها بأنها تفصل ميسيا عن ليديا، وتمتد بعد ذلك عبر ميسيا إلى جهة خليج أدراميتويم. والأنهار الكبيرة الوحيدة هي ماكيستوس ورافده رينداكوس في الجزء الشمالي للمنطقة، وكلاهما ينبع في فريجيا، وبعد أن يتباعدان على نحو واسع خلال ميسيا، تتوحد مياههما في بحيرة أبولونيا حوالي 8 كم من بحر مرمرة.
وهناك كاوكوس في الجنوب يرتفع في تيمنوس ومن هناك يتدفق غربا إلى بحر إيجة، حيث يعبر ضمن بضعة أميال عن بيرغاموم. هناك بحيرتان كبيرتان في الجزء الشمالي للمحافظة، أرتينا أو أبولونياتيس (أبوليونت غيول)، وأفنيتيس (مانياس غيول)، وتفرغ مياهها إلى ماكيستوس من الشرق والغرب على التوالي.

## مدن ميسيا
أهم المدن في الإقليم كانت بيرغاموم في وادي كاوكوس، وكيزيكوس على البروبونتيس. لكن ساحل البحر بالكامل كان مليئا بالبلدات اليونانية، والعديد منها كانت أماكن ذات أهمية كبيرة؛ هكذا الجزء الشمالي كان يتضمن باريوم ولامبساكوس وأبيدوس، وفي الجنوب أسوس وأدراميتيوم أبعد في الجنوب، على الخليج الإلايتي وإلايا وميرينا وكيمي.

## الشعب الميسي
يوافق الكتاب القدماء في وصف الميسيين كشعب مميز عن غيره من الشعوب كالليديين والفريجيين، مع أنهم لم يظهروا أبدا في التاريخ كأمة مستقلة. يظهر من هيرودوت وسترابون بأنهم كانوا أقرباء مع الليديين والكاريين، وهي حقيقة شهدت باشتراكهم في المناسك المقدسة في المعبد العظيم لزيوس في لابراندا، وكذلك من شهادة المؤرخ كسانثوس الليدي بأن لغتهم كانت خليطا من الليدية والفريجية. وسترابو كان مع الرأي القائل أنهم جاؤوا أصلا من تراقيا (أو ربما بيثينيا)، وكانوا من نفس فرع الميسيين أو المويسيين الذين عاشوا على الدانوب، وهي وجهة نظر ليست متناقضة مع السابقة، بينما اعتبر الفريجيين والليديين أيضا هاجروا من أوروبا إلى آسيا.
طبقا للحكايات الكارية التي ذكرها هيرودوتس، فإن ليدوس وميسوس كانا أخوي كار – وهي فكرة تشير أيضا إلى الاعتقاد بالأصل المشترك للأمم الثلاث. ويظهر الميسيون في قائمة حلفاء طروادة في أعمال هوميروس وأنهم مستقرون في وادي كالمس عند مجيء تيليفوس إلى بيرغاموم؛ لكن لا شيء ما عدا ذلك معروف من تاريخهم المبكر. والقصة التي حكى عنها هيرودوت بأنهم غزوا أوروبا مع الطرواديين قبل حرب طروادة من المحتمل أنها من محض الخيال، وأول حقيقة تاريخية نعلمها عندما تم إخضاعهم مع الأمم المحيطة من قبل الملك الليدي كرويسوس.

## ميسيا الهيلينيستية والرومانية
بعد سقوط حكم المملكة الليدية بقوا تحت سلطة الإمبراطورية الفارسية حتى سقوطها على يد الإسكندر الأكبر. وبعد موته تم إلحاقهم بالمملكة السلوقية السورية، وظلت تشكل جزءا منها حتى هزيمة أنطيوخس الثالث الكبير عام 190 ق م، ثم نقلها الرومان إلى سيادة يومينس الثاني ملك بيرغاموم. وبعد انتهاء الأسرة الأتالية عام 130 ق م، أصبحت ميسيا جزءا من محافظة آسيا الرومانية، ومن هذا الوقت اختفت من التاريخ. ومن المحتمل أن السكان أصبحوا يونانيين بشكل تدريجي، لكن لم تصل بلدات الدواخل، ماعدا بيرغاموم، إلى أي درجة من الأهمية.